# قوس قزح (مجلة)
مجلة قوس قزح هي مجلة تونسية شهرية للأطفال، تصدرها مطبعة تونس قرطاج، عنوانها: 52 نهج النيجر، 1002، تونس، البلفيدير، صدر العدد الأول منها في فبراير 1984م، قطعها 30×21 سم، شعارها: «مجلة الأطفال للمطالعة والمرح».
تحوي المجلة فهرساً في باطن الغلاف بتضمن إشارةً إلى أشهر الشخصيات والأبواب. وعلى الترويسة مكتوب «مجلة شهرية للأطفال» في العدد الثامن منها (سبتمبر، 1984م).
توجه المجلة إلى الأطفال من الثامنة حتى الثامنة عشر. وتعتمد على الكاريكاتير والقصص الكرتونية، حيث يبلغ عدد الصفحات 19 صفحة من بين 32 صفحة جميعها ملونة، هناك صفحات غير تقليدية للمسابقات والتسالي تحت عنوان قوس قزح، المتشابهات، متاهة، الأخطاء العشرة، الكلمات المتقاطعة، وتنشر الحلول في العدد نفسه.
ليس للمجلة ملحق، وهناك مساهمات للقراء، وتنشر صور القراء مقرونة بالعنوان، والهواية، المجلة كلها عربية وغير مأخوذ أي من موادها من مصادر عالمية سعر العدد في تونس 400 مليم، وفي المغرب 5 دراهم، والجزائر 4 دنانير، وحسب الترويسة فإن العدد الواحد من المجلة يُطبع منها 40 ألف نسخة، لا تعتمد المجلة على الإعلانات، وعلى الغلاف إشارة للجوائز والهدايا.

## الأبواب
- مغامرات مطاط
- في رحاب العروبة والإسلام
- سالم ونفريت
- بريبش ودلّول
- ميمي عواصف
- عمي هدونة
- مغامرات عطارد وزحل
- لغز المفتش فايق
- في قديم الزمان
- علم وحضارة
- من حكايات عم علالة
- السيرك
- القصة
- جابر والسمك العجيب
- الكبش
- نادي قوس قزح
- قوس مرح
- ركن القراء
- المسابقة
- أشعار
- ركن القراء
- أسئلتكم واقتراحاتكم
- القراء يكتبون
- إنتاج القراء

## فريق العمل
- المدير المسؤول: التيجاني الحداد
- رئيس التحرير: الطيب التريكي
- المدير الفني: الشاذلي بالخامسة

### المُحررون
- محمد قلبي
- الشاذلي بالخامسة
- عبد القادر شلبي
- منصف الكاتب
- الطاهر الفازع
- إيرم بو عزيز
- الحبيب بو حوال

### الرسامون
- الشاذلي بلخامسة
- الحبيب بو حوال
- منصف الكاتب